# Битва при Вероне
Би́тва при Веро́не — сражение в предгорьях Центральных Альп на севере Италии между армией Западной Римской империи и готами, произошедшее летом 402 или 403 года во время первого вторжения готских племён под началом вождя Алариха в Италию. 

## Предыстория
Готские племена под предводительством вождя Алариха восстали против Римской империи в 395 году, выступив на арене истории как единая сила, позднее получившая у историков название визиготы. В ноябре 401 года визиготы двинулись походом в Италию из балканских провинций Иллирика.
Армия Западно-Римской империи в это время была вовлечена в подавление выступлений варваров на верхнем Дунае. Проникнув без особого сопротивления в Италию в районе Юлийских Альп (горный хребет на границе Италии и Словении), готы разгромили имперские войска на реке Тимаво (Timavus), затем осадили Медиоланум (совр. Милан), столицу Западной империи, в которой находился император Гонорий. Командующий войсками Западной Римской империи Стилихон с армией перешел через Альпы в Италию и в начале марта 402 года отогнал Алариха от Медиоланума. Готы пошли вдоль левого берега По на запад, достигнув предгорий Западных Альп. После неудачной попытки захвата города Гасто (совр. итал. Асти) готы отошли вверх по реке Танаро и остановились в местечке Полленция, где их 6 апреля 402 года внезапно атаковал Стилихон.
В битве при Полленции Аларих потерял обоз, римляне захватили его семью и освободили римских пленников. Однако готы не были разгромлены, они отступили на юг, укрывшись в горных районах Апеннин. Стилихону удалось заключить договор с Аларихом, условия которого остались неизвестны. Римский поэт Клавдий Клавдиан, основной источник по первому походу Алариха в Италию (401—403 гг.), обвиняет в срыве соглашения Алариха, в результате чего под Вероной произошло очередное сражение. По словам Клавдиана именно эта битва сыграла решающую роль в изгнании готов из Италии.

## Ход сражения
Единственным источником по сражению под Вероной является панегирик придворного римского поэта Клавдия Клавдиана «В честь VI консульства Гонория» (De VI consulatu Honorii), написанный в 404 году. Поэт не указал дату сражения, поэтому историки, реконструирующие первый поход Алариха в Италию, разделились в суждениях между 402 и 403 годом.
Так Х. Вольфрам полагает, что Аларих изменил согласованные планы по возвращению в Иллирик, чем спровоцировал нападение Стилихона, который подвергался при императорском дворе обвинениям в предательстве и пособничестве готам. По мнению Х. Вольфрама и О. Менхен-Хельфена (Maenchen-Helfen) битва произошла летом 402 года. Бьюри считает, что Аларих после Полленции удалился из Италии, но летом 403 года вторгся снова и атаковал Верону.
Все описания сражения исходят из строк Клавдиана:

«Договор нарушен. Стилихон со всей готовностью оказался на месте конфликта, который случился вдали от Рима, и Падус разделял их [Рим и конфликт]…
Стилихон расположил войска в каждом месте, даже где враг не ожидал их… Если утомлённые ряды солдат давали слабину, Стилихон бросал в бой союзных варваров, не беспокоясь об их потерях. Таким образом он хитроумно ослаблял свирепые племена с Дуная, сталкивая одно племя с другим… Аларих был бы схвачен и казнён, если бы поспешное усердие начальника аланов не расстроило тщательно задуманный Стилихоном план… Аларих однако пытался обнаружить неизвестный путь через горы в надежде, что с их скалистых вершин он обрушится внезапно на народы Реции и Галлии. Но воинская бдительность Стилихона положила конец намерениям Алариха… Потерпев неудачу в каждой попытке, устрашённый Аларих разбил лагерь на одном из холмов.»

Аларих оказался в трудной ситуации. По словам Клавдиана в его лагере возникла эпидемия, вызванная испорченной на жаре пищей, лошадям не хватало фуража, возникло брожение среди воинов, недовольных потерей добычи и пленением их детей при Полленции. От него открыто дезертировали целыми подразделениями.
Тем не менее Аларих более не рисковал вступить в открытый бой с римлянами, чтобы вырваться из ловушки.
Клавдиан завершает свой рассказ о доблести Стилихона под Вероной тем, что Аларих бежал от римлян.

## После сражения
Готы с Аларихом отступили из Италии и поселились «в стране варваров рядом с Далмацией и Паннонией». По случаю победы над Аларихом император Гонорий в 403 году устроил триумф в Риме, который не видел подобного празднования около ста лет. Резиденция императора после осады Медиоланума готами сразу же была перенесена (в 402 году) в хорошо защищённую Равенну.
Нет сведений, как именно удалось Алариху спастись из окружения под Вероной. Историки предполагают, что Стилихон в очередной раз выпустил готов, чтобы использовать их военную силу для присоединения к Западной Римской империи балканской провинции Иллирик, отошедшей при разделе империи к императору Востока. По словам Созомена Алариху было даже пожаловано достоинство римского военачальника.
Совместные действия Стилихона и Алариха по завоеванию Иллирика задержались нашествием варваров Радагайса на Италию в 405—406 гг. и захватом германцами и узурпатором Константином Галлии в 407 году. После казни Стилихона в 408 году Аларих во 2-й раз повёл готов в Италию. Обстоятельства этого нашествия изложены в статье Захват Рима готами (410 год).
Во время второго похода Алариха готы захватили и разграбили Рим. Главный город могучей империи пал впервые за 8 веков.